# Ньив-Амстердам
Ньив-Амстердам (нидерл. Nieuw Amsterdam) — административный центр округа Коммевейне в Суринаме. Представляет собой прибрежный город, расположенный в устье реки Суринам прямо напротив столицы страны Парамарибо. Население города составляет примерно 5000 жителей, большинство из которых яванцы и хиндустани.
На месте города между 1734 и 1747 годами была построена пятиугольная крепость, защищавшая колонии от вражеских флотов. Вдоль берега до сих пор также стоят большие пушки, установленные американцами во время Второй мировой войны для защиты устья реки Суринам от немецких судов.